# Salvador Sobral
Salvador Vilar Braamcamp Sobral (* 28. prosince 1989 Lisabon, Portugalsko) je portugalský zpěvák. S písní Amar pelos dois reprezentoval Portugalsko na Eurovision Song Contest 2017 v ukrajinském Kyjevě a s rekordním ziskem 758 bodů zvítězil.

## Biografie
Narodil se 28. prosince 1989 v Lisabonu, kde bydlí dosud. Narodil se do bývalé šlechtické rodiny. Ve věku deseti let se podílel na televizním programu Bravo Bravíssimo a v roce 2009 byl jedním z deseti finalistů Ídolosu, portugalské verze soutěže Pop Idol, kde skončil jako sedmý. Vystudoval psychologii na Instituto Superior de Psicologia Aplicada v Lisabonu. Jako student programu Erasmus strávil nějaký čas na Mallorce, kde zpíval v baru. Poté, co opustil obor psychologie, požádal o Taller de Músics, hudební školu v Barceloně, kde ukončil studium v roce 2014. V roce 2015 se zúčastnil festivalů Vodafone Mexefest a EDP Cool Jazz. Dne 2. srpna 2016 vydal Sobral svůj debutový singl " Excuse Me " jako hlavní singl z debutového albu. Ve stejný den vydal své debutové studiové album Excuse Me. Album dosáhlo 10. příčku v Associação Fonográfica Portuguesa. " Nem Eu " byl vydán jako druhý singl z alba dne 27. října 2016. Mluví pěti jazyky, a to portugalštinou, španělštinou, angličtinou, trochu italštinou a katalánštinou.

### Eurovision Song Contest 2017
Sobral potvrdil, že se zúčastní Festivalu da Canção 2017 s písní " Amar pelos dois ", kterou napsala jeho sestra Luísa Sobral. Soutěž, konanou 5. března 2017 vyhrál, a tak mohl zastupovat Portugalsko v soutěži Eurovision Song Contest 2017 v Kyjevě. Sobral nemohl v prvních zkouškách vystoupit kvůli srdečním potížím a operaci, která ho donutila k odpočinku před výkonem v semifinále, kde postoupil do finále. Proto jeho sestra Luisa během prvních zkoušek převzala roli zpěváka. Ve finále získal 758 bodů, které pod současným hlasovacím systémem představují nejvyšší bodové vítězství v historii soutěže. Bylo to první vítězství Portugalska v této soutěži od jejího debutu v roce 1964.

### Po Eurovizi 2017
Dne 5. září 2017 Sobral oznámil prostřednictvím svého účtu na Facebooku, že dočasně přeruší kariéru kvůli obavám o zdraví po posledním koncertě konaném 8. září v zahradách Casino Estoril v Cascaisi. Dne 9. prosince 2017 podstoupil Sobral úspěšnou transplantaci srdce a v lednu 2018 opustil nemocnici.
Dne 23. dubna 2018 obdržel společně se svou sestrou Luísou Sobralovou portugalské vyznamenání za zásluhy a oba obdrželi medaile prezidenta (ComM) od portugalského prezidenta Marcela Rebela de Sousa.
Během finále Eurovision Song Contest 2018 v Lisabonu zde vystoupil s brazilským zpěvákem Caetanem Velosem.

## Vyznamenání
- komandér Řádu za zásluhy – Portugalsko, 23. dubna 2018[4]